# داروين بونيلا
داروين بونيلا (بالإسبانية: Darwin Bonilla) (6 أغسطس 1990 بسان سلفادور في السلفادور - ) هو لاعب كرة قدم سلفادوري في مركز الوسط. شارك مع منتخب السلفادور تحت 23 سنة لكرة القدم ومنتخب السلفادور لكرة القدم. أما مع النوادي، فقد لعب مع نادي أكويلا.

## روابط خارجية
- داروين بونيلا على موقع قاعدة بيانات كرة القدم.إي يو (الإنجليزية)
- داروين بونيلا على موقع ناشيونال فوتبول تيمز (الإنجليزية)